# Демуцкий, Даниил Порфирьевич
Даниил Порфирьевич Дему́цкий (1893, с. Охматово, Киевская губерния, Российская империя — 1954, Киев, СССР) — советский кинооператор. Заслуженный деятель искусств Узбекской ССР (1944). Заслуженный деятель искусств Украинской ССР (1954). Лауреат Сталинской премии первой степени (1952).

## Биография
Д. П. Демуцкий родился 4 (16) июля 1893 год в селе Охматово (ныне село Охматов, Жашковский район, Черкасская область, Украина). Сын собирателя украинского фольклора, дирижёра и композитора П. Д. Демуцкого. В 1917 году окончил юридический факультет Киевского университета. Был профессиональным фотографом. В 1925 году его работы удостоены Золотой медали Международной выставки декоративных искусств в Париже. Сотрудничал в журналах «Вестник фотографии», «Солнце России». С 1925 года — заведующий отделом ВУФКУ, в 1926—1925 годах — кинооператор Киевской киностудии, в 1935—1937 годах и 1941—1948 годах — на Ташкентской киностудии. Сотрудничал с А. П. Довженко.
Стал одним из создателей поэтического образного кинематографа. Для его творчества характерны новаторские методы использования освещения, ракурсов, светотени и контрастов; стремление к скульптурной выразительности, лаконизму, романтической приподнятости композиций, к подчёркиванию планом, точкой съёмки характера событий, поведения героев. В 1930-х годах подвергался необоснованным арестам (в 1932, 1934 с последующим запрещением проживания в 15-ти пунктах СССР сроком на три года, третий раз — в 1938 году).
Д. П. Демуцкий умер 7 мая 1954 года. Похоронен в Киеве на Байковом кладбище, рядом с могилой отца.

## Фильмография
- 1926 — Ягодка любви
- 1926 — Свежий ветер
- 1926 — Вася-реформатор (к/м)
- 1927 — Лесной человек
- 1927 — Каприз Екатерины II
- 1927 — Два дня
- 1928 — Арсенал
- 1929 — Мёртвая петля
- 1929 — Пилот и девушка
- 1930 — Земля
- 1930 — Тебе дарю
- 1931 — Фата моргана
- 1932 — Иван (с Ю. И. Екельчиком и М. М. Глидером)
- 1941 — Последняя очередь (к/м)
- 1942 — Годы молодые
- 1942 — Боевой киносборник № 9 (киноновелла «Синие скалы»)
- 1943 — Насреддин в Бухаре
- 1945 — Тахир и Зухра
- 1946 — Похождения Насреддина
- 1947 — Подвиг разведчика
- 1950 — В мирные дни (с М. К. Чёрным)
- 1951 — Тарас Шевченко (с И. И. Шеккером и А. Н. Кольцатым)
- 1953 — Калиновая роща (с Н. Ф. Слуцким и В. К. Филипповым)

## Награды и премии
- Медаль «За доблестный труд в Великой Отечественной войне 1941—1945 гг.»
- Заслуженный деятель искусств Узбекской ССР (1944)
- Заслуженный деятель искусств Украинской ССР (1954)
- Сталинская премия первой степени (1952) — за съёмки фильма «Тарас Шевченко» (1951)
- Приз 6-го Международного кинофестиваля в Карловых Варах (1951) за фильм «В мирные дни» (1950)

## Увековечение памяти
На могиле установлен мраморный барельеф (скульптор И. Г. Майер). 

В 1976 году в Киеве на доме № 24 по ул. Саксаганского, в котором Д. П. Демуцкий жил в 1947 — 1954 годах, открыта мемориальная доска (бронзовый барельеф; скульптор И. Н. Копайгоренко).